# 安妮·墨菲
安妮·墨菲（英語：Anne Murphy，1986年12月19日—），加拿大演员。曾获得黄金时段艾美奖喜剧类电视系列剧最佳女配角。